# Phases
Phases é uma caixa coletânea da banda de rock britânica The Who. Lançada no Reino Unido e na Alemanha Ocidental pela Polydor Records em maio de 1981, trata-se de uma complilação dos oito primeiros álbuns de estúdio da banda, assim como o ao vivo Live at Leeds.

## Faixas
Disco um
- My Generation

Disco dois
- A Quick One

Disco três
- The Who Sell Out

Disco quatro
- Tommy

Disco cinco
- Live at Leeds

Disco seis
- Who's Next

Disco sete
- Quadrophenia

Disco oito
- The Who by Numbers

Disco nove
- Who Are You